# جودیت اشکلار
جودیت نیسه اِشکِلار (Judith Nisse Shklar، زاده ۲۴ سپتامبر ۱۹۲۸ - درگذشته ۱۷ سپتامبر ۱۹۹۲) فیلسوف و نظریه‌پرداز سیاسی بود که به مطالعه تاریخ اندیشه سیاسی، به ویژه در دوره روشنگری می‌پرداخت. اشکلار، در سال ۱۹۸۰، به سِمَتِ استاد دانشکده‌ی علوم‌سیاسی، جان کاولزِ دانشگاه هاروارد، منصوب شد.

## زندگی‌نامه
جودیت اشکلار با نام و نام خانوادگیِ «جودیت نیسه» از والدینی یهودی در لتونی به دنیا آمد. خانواده‌اش هنگامی که سیزده‌ساله بود در جریان تهاجم‌های جنگ جهانی اول از طریق ژاپن به ایالات متحده آمریکا و سپس در ۱۹۴۱ به کانادا گریختند. تحصیلاتش را در ۱۶سالگی در دانشگاه مک‌گیل آغازید و در سال‌های ۱۹۴۹ و ۱۹۵۰، دو مدرکِ لیسانسش را گرفت. او مدرک دکترای خود را در سال ۱۹۵۵ از دانشگاه هاروارد گرفت. مربی او نظریه‌پرداز معروف سیاسی، کارل یواخیم فردریش بود.
اشکلار، در سال ۱۹۵۶، به دانشگاه هاروارد پیوست؛ او نخستین زنی بوده که در دپارتمان علوم سیاسی هاروارد، در سال ۱۹۷۱، صاحب کرسی استادی شده‌است.

## دیدگاه‌
طرح «قساوت؛ توسل به خشونت برای دستیابی به هدف» (Cruelty)، به مثابهٔ بدترینِ شرها و پیشنهادن «لیبرالیسم ترس»[همچون پادزهری برای مواجهه با ترس از قساوت]، دو ایده‌ مرکزی در اندیشه‌ی اشکلار به حساب می‌آیند. او، مورد نخست را در مقاله‌ی «اول از همه، تکلیف قساوت را روشن کنیم» (Putting Cruelty First) (۱۹۸۲) و کتاب «رذائل روزمره» (Ordinary Vices) (۱۹۸۴)، مورد بررسی قرار داده‌است. دومین ایده اصلی او، که در مقاله‌ای تحت عنوان «لیبرالیسم ترس» (The liberalism of fear) توضیح داده شده، بر همان ایده نخست استوار است و بر این تمرکز دارد که چگونه دولت‌ها مستعد آنند تا از «نابرابری‌ در برخورداری از قدرت» که پیامد اجتناب ناپذیر [شکل‌گیری] نهادهای سیاسی است، سوءاستفاده کنند.
اشکلار، با تکیه بر این دو ایدهٔ کلیدی، از «دموکراسی‌های مبتنی بر قانون‌اساسی» (constitutional democracy) پشتیبانی می‌کند دولتهایی که اگرچه خالی از ایراد نبوده و نیستند، مع‌هذا، بهترین شکل ممکن حکمرانی محسوب می‌گردند. به‌زعم اشکلار، یک «دموکراسیِ قانونی» (دموکراسی مبتنی بر قانون اساسی)، آن است که با محدودکردنِ دولت و با توزیع قدرت میان «کثرتی از گروه‌های فعال سیاسی»، از مردم در برابر سوءاستفاده‌های صاحب منصبان از قدرت، محافظت کند. نگرانی اشکلار از سوءاستفاده احتمالی دولت و عوامل آن از قدرت، با تمرکز او بر شهروندان عادی به‌جای نهادها و نخبگان مرتبط است؛ چه، این فردِ معمولی‌ و شهروند عادی است که بیش از همه در معرض  شرارت و و در تیررس بی‌عدالتی سازمانها [و نهادهای دولتی] است.
اشکلار، باور داشت که «تعریف اصلی و یگانه معنای قابل‌دفاع لیبرالیسم این است که هر انسان بالغ بتواند، سازگار با آزادی دیگران و فارق از هرگونه ترس و فشار [اجتماعی-سیاسی]، برای جنبه‌های مختلف زندگی‌اش، تصمیم‌های مؤثر بگیرد.» توصیف اشکلار از حق [و حقوق سیاسیِ راستین]، نه بر آزادی‌ مطلق اخلاقی، که بر تفویض آزادی عمل به شهروندان، برای محافظت از خود در برابر سوءاستفاده‌ها[ی احتمالی قدرت‌مندان] مبتنی است.
اشکلار، عمیقاً به شرح و بسط [مفاهیمی چون] بی‌عدالتی، و شرِّ سیاسی، علاقه‌ داشت و معتقد بود که «فلسفه، به درستی و بدان اندازه که باید، به بی‌عدالتی نپرداخته است»؛ به عبارتی، اکثر فیلسوفان تا به امروز، بی‌عدالتی و رذیلت[شخصی] را نادیده گرفته‌ و به سخن‌گفتن از عدالت و فضیلت بسنده‌کرده‌اند.  نوشته‌های اشکلار، درعوض، صراحتاً از پرداختن به عدالت و فضیلت صِرف دوری جُسته و بر[مسئله‌ی] شرّ، ترس و بی‌عدالتی متمرکز شده‌است.